# Klaus Wiese
Klaus Wiese (18 gennaio 1942 – Ulma, 27 gennaio 2009) è stato un polistrumentista elettronico-minimalista tedesco.

## Biografia
Ha creato un'estensiva serie di album realizzati utilizzando la campana tibetana. Wiese utilizzava nella sua musica, anche la voce umana, lo zither persiano, le campane tubolari ed altri strumenti esotici.
Wiese è considerato da alcuni, come uno dei maggiori artisti di musica ambient e space music come Robert Rich, Steve Roach, Michael Stearns, Constance Demby e Jonn Serrie. Il suo stile musicale è più propriamente comparato al campo di studio acustico della drone e della dark ambient come quello di Oöphoi, Alio Die, Mathias Grassow e Tau Ceti.
È stato per un po', un membro della band krautrock Popol Vuh all'inizio degli anni settanta, dove suonava la Tambura negli album Hosianna Mantra e Seligpreisung. Infine Wiese avrebbe lasciato la krautrock per dedicarsi alla sua personale versione dei toni lunghi della musica ambient negli anni ottanta.
Wiese è anche conosciuto per le numerose collaborazioni con Al Gromer Khan, Mathias Grassow, Oöphoi, Tau Ceti, Sam Schlamminger e Ted de Jong. Ha anche collaborato con Deuter per il suo album "Silence Is The Answer" nel 1980 e per " East Of The Full Moon" nel 2005.
Ha viaggiato per l'oriente per molti anni studiando il Sufismo ed il Misticismo che, hanno chiaramente donato alle sue sonorità un'anima spirituale.
Klaus Wiese è morto il 27 gennaio 2009 all'età di 67 anni. "Non era evidente che stesse male e non stava soffrendo di alcuna malattia conosciuta. È morto inaspettatamente durante la notte".

## Discografia
- 1981 Baraka (autoprodotto)
- 1982 Maraccaba (Aquamarin)
- 1984 Alhambra (Aquamarin)
- 1985 Mahakala-Puja (Edition Akasha)
- 1986 Tushita (Edition Akasha)
- 1987 Klangschalen Meditation (Edition Akasha)
- 1987 Qumra I (Aquamarin)
- 1989 Trance. Tibetische Klangschalen (Edition Akasha)
- 1990 Tibetische Klangschalen I (Edition Akasha)
- 1990 Moksha (Edition Akasha)
- 1991 Cosmic Glue (Edition Akasha)
- 1992 Tibetische Klangschalen II (Edition Akasha)
- 1993 Thanatos (Edition Akasha)
- 1994 Vision (Aquamarin)
- 1994 Tariqa (Edition Akasha)
- 1995 Monsoon (Totem Records)
- 1995 Uranus-Tibetan Singing Bowls (Aquamarin)
- 1995 Ceremony (Aquamarin)
- 1998 Turandot (Edition Akasha)
- 1999 Dunya (Aquamarin)
- 2000 Soma (Aquamarin)
- 2001 Mudra (Aquamarin)
- 2001 Ming Noir (Anhima)
- 2002 Tibetan Bowls I & Tibetian Bowls II With Tingsha Bells (nessuna etichetta)
- 2002 ZEN (Tibetische Klangschalen III) (Edition Akasha)
- 2004 Ruh (Umbra)
- 2004 White Clouds (Umbra)
- 2004 The Rosenberg Tapes (Umbra)
- 2004 Touareg (Umbra)
- 2004 Canyon (Umbra)
- 2004 Coocon (Umbra)
- 2004 Omega (Umbra)
- 2004 Musica Invisibile (Umbra)
- 2004 Infinitum (Umbra)
- 2004 Camouflage (Umbra)
- 2004 Death Of A Samurai (Umbra)
- 2004 Tibetan Sound Bowls: Arcana (Rasa Records)
- 2004 Ghost Works (Umbra)
- 2004 Ommayads (Umbra)
- 2004 Live At Due Acque 1998 (Umbra)
- 2004 Cosmic Glue II (Umbra)
- 2004 Breaking Through The Eggshell (Umbra)
- 2004 Creation II (Umbra)
- 2004 Pulse (Umbra)
- 2004 Al Lahut (Umbra)
- 2004 Gnosis (Umbra)
- 2004 Maquam (Umbra)
- 2004 Logos (Umbra)
- 2004 Crane (Umbra)
- 2005 Qumra II (Aquamarin)
- 2005 Kalengra (Aquamarin)
- 2005 The Healing Touch Of Tambura (Aquamarin)
- 2005 Secret Docrtine (Aquamarin)
- 2005 Sabiha Sabiya (Aquamarin)
- 2005 Devin Orbit (Klauswiese.com)
- 2005 Geisha (Edition Akasha)
- 2005 Tibetské Mísy: Dotek Ticha (Nextera)
- 2005 Gandharfa (Umbra)
- 2005 Touch Of Silence-Tibetan Singing Bowls (Aquarius International Music)
- 2005 Yoga (Umbra)
- 2005 KW (Umbra)
- 2006 All About The Sun (Umbra)
- 2006 Perfume (Nextera)
- 2008 Seed (Aquamarin)
- 2008 Trance Wave I (Aquarius International Music)
- 2008 Akhira (Umbra)
- 2010 Allah Infinity (Aquamarin)
- 2011 Zen Room / Positive Zero (nessuna etichetta)

## Collaborazioni
con Mathias Grassow e Ted de Jong
- 1990 El Hadra-The Mystik Dance (Edition Akasha)

con Ted de Jong
- 1991 Mystic Landscapes (Edition Akasha)

con Bernhard Jäger
- 1994 Creation (Edition Akasha)

con Sam Schlamminger e Ted de Jong
- 1996 Koan (Aquarius International Music)

con Oöphoi
- 1999 Wouivre (Aurora)
- 2005 A Call, An Echo (Penumbra)
- 2005 The Light Sweeps All The Mist Away (Penumbra)
- 2006 Cherua (Umbra)
- 2006 Deva Mela (Penumbra)

con Saam Schlamminger
- 1999 Qalandar, The Black Rose (New Earth Records)

con Mathias Grassow e Jim Cole
- 2000 Cosmic Chasm (Klauswiese.com)

con Mathias Grassow
- 2001 Mercurius (Arya)

con Jim Cole
- 2006 Plejades (Klauswiese.com)

con Al Gromer Khan
- 2006 The Alchemy of Happiness (Tea Time Music)